# Lutzomyia wilsoni
Lutzomyia wilsoni är en tvåvingeart som först beskrevs av Damasceno R. G., Causey O. R. 1945.  Lutzomyia wilsoni ingår i släktet Lutzomyia och familjen fjärilsmyggor. Inga underarter finns listade i Catalogue of Life.